# Mniejsze zło (singel)
„Mniejsze zło” – singel Kasi Kowalskiej promujący płytę RMF FM – Moja i Twoja muzyka. Jest to cover utworu Céline Dion „All by Myself”

## Lista utworów
Opracowano na podstawie materiału źródłowego
1. „Mniejsze zło” (muz., sł. Eric Carmen, Siergiej Rachmaninow sł. polskie Kasia Kowalska) 4:07

## Twórcy
- Kasia Kowalska - śpiew, chórki
- Maciej Gładysz - gitara, instrumenty klawiszowe
- Wojciech Olszak - instrumenty klawiszowe
- Wojciech Pilichowski - gitara basowa
- Michał Dąbrówka - perkusja
- Krzysztof Patocki - perkusja